# Anna Odobescu

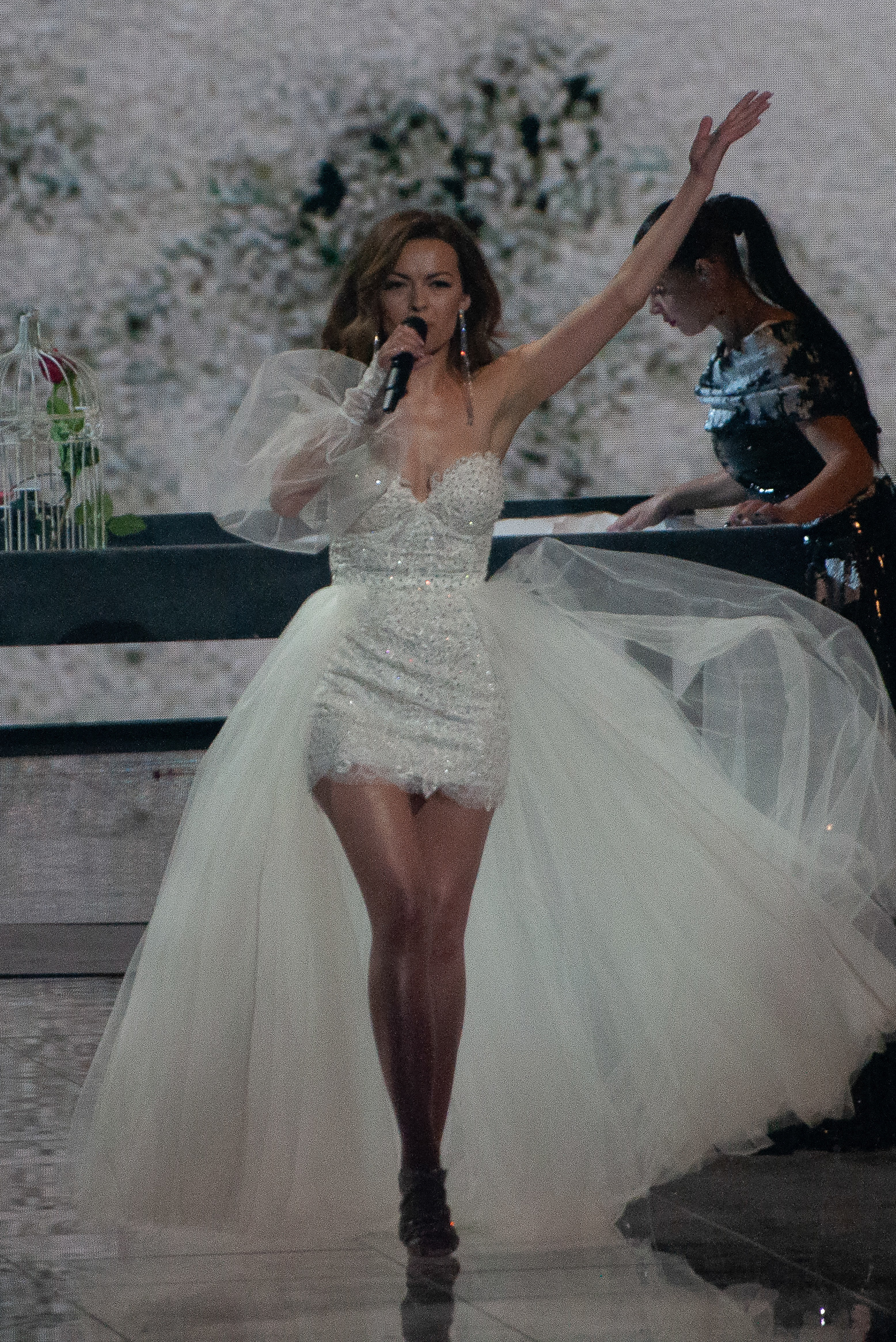
Anna Odobescu beim Eurovision Song Contest 2019

Anna Odobescu (* 3. Dezember 1991 in Dubăsari) ist eine moldauische Sängerin. Sie gewann am 2. März 2019 den O Melodie Pentru Europa 2019 mit dem Lied Stay und vertrat somit Moldau beim 64. Eurovision Song Contest in Tel Aviv. Sie schied im zweiten Halbfinale aus.

## Diskografie
Singles
- 2018: Agony
- 2019: Stay
- 2020: Dreaming
- 2020: My Oh My